# Championnat d'Irlande féminin de football 2015-2016
Navigation
Édition précédente Édition suivante
La saison 2015-2016 du Championnat d'Irlande féminin de football Irish Women's League est la cinquième saison du championnat. Le Wexford Youths Women's Football Club vainqueur de la quatrième édition remet son titre en jeu.
Le championnat revient à huit équipes avec l'addition à l'inter-saison du Kilkenny United Women's Football Club. Autre changement de poids, le Raheny United Football Club, déjà vainqueur à deux reprises de la compétition, fusionne avec le club de Shelbourne FC, et adopte le nom de Shelbourne Ladies.
Wexford Youths Women's Football Club remporte le titre de championne d'Irlande pour la deuxième année consécutive en devançant Shelbourne Ladies au goal-average. UCD Waves complète de podium.

## Participants
Ce tableau présente les huit équipes qualifiées pour disputer le championnat 2015-2016. On y trouve le nom des clubs, le nom des entraîneurs et leur nationalité, la date de création du club, l'année de la dernière montée au sein de l'élite, le nom des stades ainsi que la capacité de ces derniers.
| Nom du club                                   | Entraîneur      | Date de création | Dernière montée | Stade               | Capacité |
| --------------------------------------------- | --------------- | ---------------- | --------------- | ------------------- | -------- |
| Castlebar Celtic Women's football Club        | Adrian Carberry | 1924             | 2011            | Celtic Park         | 1 500    |
| Cork City Women's Football Club               | Charlie Lynch   | 2011             | 2011            | Bishopstown Stadium | -        |
| Galway Women Football Club                    | Don O'Riordan   | 2013             | 2013            | Eamon Deacy Park    | -        |
| Kilkenny United Women's Football Club         |                 |                  | 2015            | Buckley Park        | -        |
| Peamount United Football Club                 | Robbie Mulligan | 1983             | 2011            | Greenogue           | 1 000    |
| Shelbourne Ladies                             | Casey McQuillan | 1994             | 2011            | Morton Stadium      | -        |
| University College Dublin Waves Football Club | Eileen Gleeson  | 2012             | 2012            | -                   | -        |
| Wexford Youths Women's Football Club          | William Doyle   | 2007             | 2011            | Ferrycarrig Park    | -        |

| \| Castlebar Celtic Dublin: · Shelbourne Ladies · Peamount United Cork City WFC Wexford Youths WFC UCD Waves FC Galway WFC Kilkenny United WFC \| Localisation des clubs engagés dans le championnat. |
| Castlebar Celtic Dublin: · Shelbourne Ladies · Peamount United Cork City WFC Wexford Youths WFC UCD Waves FC Galway WFC Kilkenny United WFC                                                           |

Le 31 mars 2016, la FAI annonce le retrait unilatéral avec effet immédiat du Castlebar Celtic Women's football Club du championnat. Les résultats du club sont retirés du classement général de la compétition qui continue avec sept clubs. Le club se retire de la compétition après neuf matchs car il n'est plus en mesure de composer une équipe senior. En janvier l'équipe de Castlebar avait été obligée de présenter une équipe avec seulement dix joueuses contre Wexford.

## Classement
| Rang | Équipe                | Pts | J  | G | N | P  | Bp | Bc | Diff |
| ---- | --------------------- | --- | -- | - | - | -- | -- | -- | ---- |
| 1    | Wexford Youths WFC T  | 29  | 12 | 9 | 2 | 1  | 46 | 12 | +34  |
| 2    | Shelbourne WFC        | 29  | 12 | 9 | 2 | 1  | 42 | 11 | +31  |
| 3    | UCD Waves FC          | 25  | 12 | 8 | 1 | 3  | 38 | 14 | +24  |
| 4    | Galway WFC            | 22  | 12 | 7 | 1 | 4  | 26 | 15 | +11  |
| 5    | Cork City WFC         | 7   | 12 | 2 | 1 | 9  | 12 | 40 | -28  |
| 6    | Peamount United       | 7   | 12 | 2 | 1 | 9  | 18 | 39 | -21  |
| 7    | Kilkenny United WFC P | 1   | 12 | 0 | 1 | 11 | 8  | 60 | -52  |
| 8    | Castlebar Celtic      | 0   | 0  | 0 | 0 | 0  | 0  | 0  | 0    |

| Légende : Qualifications et relégations | Légende : Qualifications et relégations                                                                                 |
| --------------------------------------- | --- |
|                                         | Ligue des champions féminine de l'UEFA 2016-2017                                                                        |
|                                         | T : Tenant du titre P : Promu C : Vainqueur de la Coupe d'Irlande 2015 CL : Vainqueur de la Coupe de la Ligue 2015-2016 |

### Résultats
| Résultats (▼dom., ►ext.)                                   | CAS | COR | GAL | KIL  | PEA | SHE | UCD | WEX |
| Castlebar Celtic                                           |     |     |     |      |     |     |     |     |
| Cork City WFC                                              |     |     | 1-6 | 1-1  | 0-1 | 1-3 | 1-5 | 0-4 |
| Galway WFC                                                 |     | 4-0 |     | 3-0  | 3-1 | 0-2 | 0-3 | 1-1 |
| Kilkenny United WFC                                        |     | 1-2 | 1-4 |      | 2-5 | 0-7 | 3-5 | 0-3 |
| Peamount United                                            |     | 3-4 | 1-2 | 3-2  |     | 0-3 | 0-3 | 0-3 |
| Shelbourne LFC                                             |     | 5-1 | 0-3 | 9-0  | 4-1 |     | 1-1 | 3-1 |
| UCD Waves FC                                               |     | 4-1 | 3-0 | 6-0  | 5-3 | 0-2 |     | 1-2 |
| Wexford Youths                                             |     | 3-0 | 2-0 | 12-2 | 8-0 | 3-3 | 4-2 |     |
| - Victoire à domicile - Match nul - Victoire à l'extérieur |     |     |     |      |     |     |     |     |

### Match d'appui
| Titulaires :  |                   |     |
|               |                   |     |
|               | Amanda McQuillan  |     |
|               | Keeva Keenan      |     |
|               | Niamh Walsh       |     |
|               | Pearl Slattery    |     |
|               | Annie Timoney     | 46e |
|               | Dearbhaile Beirne |     |
|               | Rebecca Creagh    | 65e |
|               | Rachel Graham     |     |
|               | Siobhan Killeen   |     |
|               | Noelle Murray     |     |
|               | Leanne Kiernan    |     |
|               |                   |     |
| Remplaçants : |                   |     |
|               | Sophie Watters    | 46e |
|               | Alex Kavanagh     | 65e |
|               | Niamh Reid-Burke  |     |
|               | Niamh Barnes      |     |
|               | Kim Turner        |     |
|               | Megan Lynch       |     |
|               | Shauna Newman     |     |
|               |                   |     |

| Titulaires :  |                   |       |
|               |                   |       |
|               | Tamara Furlong    |       |
|               | Nicola Sinnott    |       |
|               | Ruth Fahy         |       |
|               | Jessica Gleeson   | 36e   |
|               | Orlaith Conlon    |       |
|               | Linda Douglas     | 90+4e |
|               | Kylie Murphy      |       |
|               | Lauren Dwyer      |       |
|               | Emma Hansberry    |       |
|               | Aisling Frawley   |       |
|               | Claire O'Riordan  | 90e   |
|               |                   |       |
| Remplaçants : |                   |       |
|               | Becky Cassin      | 36e   |
|               | Amy Walsh         | 90+4e |
|               | Aoibhin Webb      | 90e   |
|               | Megan Whitty      |       |
|               | Shauna Wall       |       |
|               | Rachel Hutchinson |       |
|               |                   |       |

| Titulaires :  |                   |     |
|               |                   |     |
|               | Amanda McQuillan  |     |
|               | Keeva Keenan      |     |
|               | Niamh Walsh       |     |
|               | Pearl Slattery    |     |
|               | Annie Timoney     | 46e |
|               | Dearbhaile Beirne |     |
|               | Rebecca Creagh    | 65e |
|               | Rachel Graham     |     |
|               | Siobhan Killeen   |     |
|               | Noelle Murray     |     |
|               | Leanne Kiernan    |     |
|               |                   |     |
| Remplaçants : |                   |     |
|               | Sophie Watters    | 46e |
|               | Alex Kavanagh     | 65e |
|               | Niamh Reid-Burke  |     |
|               | Niamh Barnes      |     |
|               | Kim Turner        |     |
|               | Megan Lynch       |     |
|               | Shauna Newman     |     |
|               |                   |     |

| Titulaires :  |                   |       |
|               |                   |       |
|               | Tamara Furlong    |       |
|               | Nicola Sinnott    |       |
|               | Ruth Fahy         |       |
|               | Jessica Gleeson   | 36e   |
|               | Orlaith Conlon    |       |
|               | Linda Douglas     | 90+4e |
|               | Kylie Murphy      |       |
|               | Lauren Dwyer      |       |
|               | Emma Hansberry    |       |
|               | Aisling Frawley   |       |
|               | Claire O'Riordan  | 90e   |
|               |                   |       |
| Remplaçants : |                   |       |
|               | Becky Cassin      | 36e   |
|               | Amy Walsh         | 90+4e |
|               | Aoibhin Webb      | 90e   |
|               | Megan Whitty      |       |
|               | Shauna Wall       |       |
|               | Rachel Hutchinson |       |
|               |                   |       |

## Bilan de la saison
| Championnat d'Irlande féminin de football 2015-2016   |                                                 |
| Champion                                              | Wexford Youths Women's Football Club (2e titre) |
| Qualifications continentales                          |                                                 |
| Ligue des champions féminine de l'UEFA 2016-2017      | Wexford Youths Women's Football Club            |
| Promotions et relégations                             |                                                 |
| Promus en Championnat d'Irlande féminin de football   |                                                 |
| Relégués en Championnat d'Irlande féminin de football | Castlebar Celtic Women's Football Club          |